# Hậu Thạnh
Hậu Thạnh là một xã thuộc huyện Long Phú, tỉnh Sóc Trăng, Việt Nam.

## Địa lý
Xã Hậu Thạnh nằm ở phía tây bắc huyện Long Phú, có vị trí địa lý:
- Phía đông giáp xã Long Đức
- Phía tây giáp huyện Kế Sách
- Phía nam giáp các xã Trường Khánh và Phú Hữu
- Phía bắc giáp thị trấn Đại Ngãi.

Xã Hậu Thạnh có diện tích 13,92 km², dân số năm 2022 là 6.613 người, mật độ dân số đạt 475 người/km².

## Hành chính
Xã Hậu Thạnh được chia thành 5 ấp: Bờ Kinh, Chùa Ông, Mây Hắt, Ngọn, Phố.